# Eleutherococcus senticosus
Il ginseng siberiano (Eleutherococcus senticosus (Rupr. & Maxim.) Maxim., 1859) è un arbusto della famiglia delle Araliaceae,  originario dell'Asia orientale.

## Distribuzione e habitat
L'areale di questa specie abbraccia la Russia orientale, la Cina, il Giappone e la Corea.

## Usi
La radice di eleuterococco viene usata in erboristeria in forma di gocce o compresse in quanto le vengono riconosciute proprietà toniche e adattogene, in grado di ottimizzare la secrezione degli ormoni.
La pianta è indicata negli stati di stress e sovraffaticamento; rinforza il sistema immunitario aumentando il numero dei linfociti T e stimolando l'attività dei globuli bianchi. Utile in casi di astenia, convalescenza, esaurimento psicofisico, stanchezza, ipotensione, attività sportiva. Previene l'insorgenza delle malattie, indicata nei periodi di ridotta capacità di rendimento, di concentrazione e di attenzione, stimola il metabolismo e aiuta nelle spasmofilie. Un recente studio giapponese ha evidenziato che aiuta a migliorare la resistenza al freddo e allo sforzo.
I principali effetti collaterali — ascrivibili all'assunzione di dosi eccessive — riguardano insonnia e cefalea; è inoltre controversa la reale efficacia in ambito sportivo, a causa dell'assenza di sostanze attive e degli effetti farmacologici opposti.